# Готье, Клеа
Кле́а Готье́ (фр. Cléa Gaultier; род. 25 октября 1990 года в Лионе, Франция) — французская порноактриса. Лауреат премии AVN Awards в категории «Лучшая иностранная исполнительница года» (2021).

## Карьера
Занималась танцами и балетом. В университете изучала философию и психологию. После университета несколько лет работала моделью. В 2015 году начинает встречаться с Антони Готье (фр. Anthony Gaultier) — в ночном клубе Лиона она работала гоу-гоу танцовщицей, а Антони там же выступал с фаер-шоу. В июне 2016 года они вместе дебютируют в порноиндустрии, снявшись в фильме Эрве Бодилиса Luxure: I Offer My Wife to Others. Участвует в съёмках сцен традиционного, лесбийского, межрасового, анального секса и двойного проникновения. В США её представляет агентство талантов Adult Talent Managers (ATMLA).
Снимается для Babes, Brazzers, Colmax, Evil Angel, Harmony Films, LetsDoeIt, Private, Reality Kings, Video Marc Dorcel и других.
В июле 2018 года Клеа была названа представителем бренда Video Marc Dorcel.
В конце января 2019 года стала одной из лауреатов премии AVN Awards в категории «Лучшая анальная сцена в иностранном фильме» (за фильм The Prisoner). В сентябре 2019 года Клеа выигрывает награду XBIZ Europa Award в категории «Исполнительница года». В январе 2021 года была объявлена лауреатом премии AVN Awards в категории «Лучшая иностранная исполнительница года».
По данным на апрель 2022 года, снялась в более чем 250 порнофильмах и сценах.
С 2016 года проживает в Барселоне, Испания.

## Награды и номинации
| Список наград и номинаций | Список наград и номинаций | Список наград и номинаций | Список наград и номинаций | Список наград и номинаций            |
| Год                       | Награда                   | Результат                 | Категория | Фильм                                |
| ------------------------- | ------------------------- | ------------------------- | --- | ------------------------------------ |
| 2018                      | XBIZ Europa Award         | Номинация                 | Исполнительница года | н/д                                  |
| 2018                      | XBIZ Europa Award         | Номинация                 | Лучшая сцена секса — гламкор (вместе с Кристофом Кейлом, Оливией Новой и Рико Симмонсом)                                                                  | Wife to Educate                      |
| 2019                      | AVN Award                 | Номинация                 | Иностранная исполнительница года | н/д                                  |
| 2019                      | AVN Award                 | Победа                    | Лучшая анальная сцена в иностранном фильме (вместе с Кристофом Кейлом и Чарли Дином)                                                                      | The Prisoner                         |
| 2019                      | AVN Award                 | Номинация                 | Лучшая лесбийская сцена в иностранном фильме (вместе с Хулией де Люсией)                                                                                  | Positions                            |
| 2019                      | AVN Award                 | Номинация                 | Лучшая сцена секса парень/девушка в иностранном фильме (вместе со Стирлингом Купером)                                                                     | The Adopted Daughter: Family Secret  |
| 2019                      | XBIZ Award                | Номинация                 | Иностранная исполнительница года | н/д                                  |
| 2019                      | XBIZ Europa Award         | Победа                    | Исполнительница года | н/д                                  |
| 2019                      | XBIZ Europa Award         | Номинация                 | Лучшая сцена секса — гламкор (вместе с Лутро, Раулем Костой и Ренато)                                                                                     | Educating Clea                       |
| 2020                      | AVN Award                 | Номинация                 | Иностранная исполнительница года | н/д                                  |
| 2020                      | AVN Award                 | Номинация                 | Лучшая анальная сцена в иностранном фильме (вместе с Потро де Бильбао и Эмилио Арданой)                                                                   | Clea, Private Banker                 |
| 2020                      | AVN Award                 | Номинация                 | Лучшая оральная сцена | Clea Desires of Submission — Scene 2 |
| 2020                      | XBIZ Award                | Номинация                 | Иностранная исполнительница года | н/д                                  |
| 2020                      | XBIZ Europa Award         | Номинация                 | Исполнительница года | н/д                                  |
| 2020                      | XBIZ Europa Award         | Номинация                 | Лучшая сцена секса — гламкор (вместе с Кристофом Кейлом, Кэти Роуз и Чарли Дином)                                                                         | Clea, An Indecent Story              |
| 2020                      | XBIZ Europa Award         | Номинация                 | Лучшая сцена секса — лесбийский фильм (вместе с Алексис Кристал и Анджеликой Грейс)                                                                       | Bad Girls: Lesbian Desires           |
| 2020                      | XBIZ Europa Award         | Номинация                 | Лучшая сцена секса — полнометражный фильм (вместе с Аниссой Кейт, Анто Тото и Рико Симмонсом)                                                             | Sex Dance                            |
| 2020                      | XBIZ Europa Award         | Номинация                 | Лучшее актёрское исполнение | A Perfect Woman                      |
| 2021                      | AVN Award                 | Победа                    | Иностранная исполнительница года | н/д                                  |
| 2021                      | AVN Award                 | Номинация                 | Лучшая анальная сцена в иностранном фильме (вместе с Хуаном Лучо)                                                                                         | Clea, an Indecent Story              |
| 2021                      | AVN Award                 | Номинация                 | Лучшая гэнгбэнг-сцена (вместе с Анто Тото, Кристофом Кейлом и Рико Симмонсом)                                                                             | A Perfect Woman                      |
| 2021                      | AVN Award                 | Номинация                 | Лучшая сцена группового секса в иностранном фильме (вместе с Джоссом Лескафом, Дэвидом Перри, Кристофом Кейлом, Максимо Гарсией, Маришкой и Рики Манчини) | Mariska Desires of Submission        |
| 2021                      | XBIZ Europa Award         | Номинация                 | Исполнительница года | н/д                                  |
| 2021                      | XBIZ Europa Award         | Номинация                 | Лучшая сцена секса — гламкор (вместе с Анной Полиной и Джоссом Лескафом)                                                                                  | Luxure: My Wife’s Perversions        |
| 2021                      | XBIZ Europa Award         | Номинация                 | Лучшая сцена секса — гонзо (вместе с Альберто Бланко) | Hooked on You                        |
| 2021                      | XBIZ Europa Award         | Номинация                 | Лучшая сцена секса — лесбийский фильм (вместе с Лией Сильвер и Литтл Каприс)                                                                              | Caprice Divas Fascinating            |
| 2021                      | XBIZ Europa Award         | Номинация                 | Лучшая сцена секса — полнометражный фильм (вместе с Кристофом Кейлом и Хинеброй Беллуччи)                                                                 | Betrayal                             |
| 2021                      | XCritic Award             | Номинация                 | Лучшая иностранная исполнительница | н/д                                  |
| 2022                      | AVN Award                 | Номинация                 | Иностранная исполнительница года | н/д                                  |
| 2022                      | XBIZ Europa Award         | Номинация                 | Исполнительница года | н/д                                  |
| 2022                      | XBIZ Europa Award         | Номинация                 | Лучшая сцена секса — гламкор (вместе с Анджеликой Грейс и Рики Манчини)                                                                                   | A Trois ou Rien                      |
| 2022                      | XBIZ Europa Award         | Номинация                 | Лучшая сцена секса — полнометражный фильм (вместе с Аниссой Кейт, Каролиной Черри, Кларой Мией, Марчелло Браво, Черри Кисс и Эмили Уиллис)                | Revenge                              |
| 2023                      | AVN Award                 | Номинация                 | Иностранная исполнительница года | н/д                                  |
| 2023                      | AVN Award                 | Номинация                 | Лучшая международная сцена группового секса (вместе с Аниссой Кейт, Каролиной Черри, Кларой Мией, Марчелло Браво, Черри Кисс и Эмили Уиллис)              | Revenge — Scene 7                    |
| 2023                      | XBIZ Europa Award         | Номинация                 | Лучшая сцена секса — полнометражный фильм (вместе с Аниссой Кейт и Максом Дидсом)                                                                         | Standing Still                       |
| 2025                      | XMA Europa Award          | Номинация                 | Лучшая сцена секса — виньетка (вместе с Анной Полиной, Мартином Спеллом и Мэттью Мейером)                                                                 | BFFs Compete to See Who Cheats First |
| 2025                      | XMA Europa Award          | Номинация                 | MILF-исполнительница года | н/д                                  |

## Избранная фильмография
- 2017 — Anal Loving Lingerie Models
- 2017 — Clea Libertine
- 2017 — Nacho’s New Girls
- 2017 — Pajama Party
- 2017 — Personal Fuck Trainers
- 2017 — Swinging Couples 2[27]
- 2017 — The Prisoner
- 2017 — Thirst For Sex
- 2018 — Anna, La Photographe
- 2018 — Body Worship
- 2018 — Educating Clea
- 2018 — Elegant, Young and Anal Loving
- 2018 — Luxure: Wife to Educate
- 2018 — Newbies Get Nailed
- 2018 — The Adopted Daughter: Family Secret